# Aérodrome de Sheberghan
L'aérodrome de Sheberghan (code OACI: OASG) est situé au nord-ouest de l'Afghanistan. 

## Situation
L'aérodrome de Sheberghan est situé dans une plaine aride près d'une rivière, à 18 kilomètres environ au nord-est de la ville de Sheberghan et à 30 kilomètres au sud-ouest de Aqcheh. 
La piste est pavée mais comporte des trous remplis d'eau par endroits (dont l'un est signalé comme un cratère de bombe comblé qu'il faut éviter en roulant au sud de l'axe). Aucune infrastructure n'est disponible autre que la bande d'atterrissage. Il est possible de rencontrer du trafic militaire sans communication VHF. 

## Compagnies et destinations
- Néant